# Блуднов, Артём Олегович
Артём Оле́гович Блудно́в (5 сентября 1988) — российский футболист, полузащитник.

## Карьера
Является воспитанником московского «Спартака», занимался в одной группе с Артёмом Дзюбой. С 2008 по 2009 годы выступал в составе команды «Динабург» из чемпионата Латвии. После ухода из клуба присоединился к молдавской «Академии УТМ». В сезоне 2010/11 отыграл в Национальной дивизии 31 матч и забил 7 голов.
Зимой 2011 года отправился в аренду в белорусский «Витебск». Дебютировал в чемпионате Белоруссии 2 апреля в игре против «Динамо» Брест. В августе 2011 года перешёл в стан калининградской «Балтики». В ФНЛ провёл свой первый матч 19 августа с «Шинником». В 2012 году подписал контракт с «Химиком» из Дзержинска. 14 августа 2013 года подписал контракт с ивановским «Текстильщиком». За команду дебютировал 18 августа в игре против владимирского «Торпедо», заменив Алекея Тюргашкина на 68-й минуте.